# Dnevnik Karlosa Ėspinoly
Dnevnik Karlosa Ėspinoly (Дневник Карлоса Эспинолы) è un film del 1976 diretto da Valentin Selivanov.

## Trama
Collegio internazionale per figli di combattenti per l'indipendenza, lavoratori clandestini ed emigranti. L'affettuosa amicizia di un compagno di classe aiuta l'adolescente Carlos a sopravvivere al duro colpo: la notizia che suo padre è stato condannato a morte.